# 弦楽四重奏曲第1番 (スメタナ)

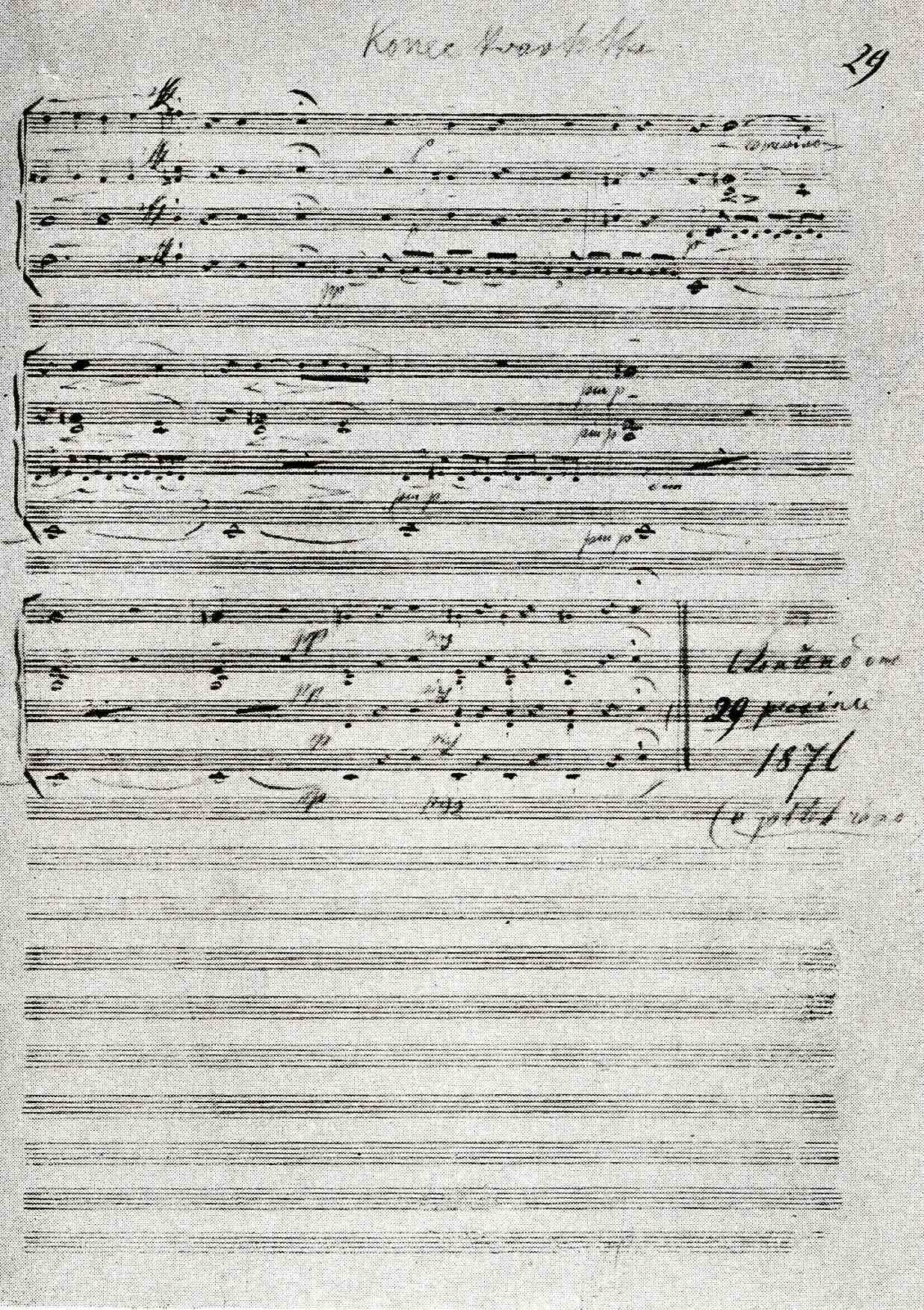
自筆譜

弦楽四重奏曲第1番 ホ短調「わが生涯より（チェコ語：Z mého života）」は、ベドルジハ・スメタナが1876年の10月から12月にかけて作曲した弦楽四重奏曲。

## 概要
作曲者自身の生涯を象徴する半自叙伝的な内容をもち、「わが生涯より（チェコ語：Z mého života）」という副題が付けられている。第1楽章の開始においてヴィオラが高音域で主旋律を奏でることや、終楽章において第1ヴァイオリンがハーモニクスでホ音の保続音（スメタナに聞こえていたという幻聴の象徴。実際にはイ長調の主和音が聞こえていたという）を奏でることで名高い。
聴力を失ったスメタナが、プラハからヤブケニツェへと隠遁して間もない1876年10月頃から作曲が開始され、同年末頃に完成。しかし、第3楽章が技術的に困難であるとされたことや、様式的に欠陥があると指摘され、初演の引き受け手がなかなか見つからなかった。完成から2年が経過した1879年3月26日に、スメタナの友人であるスルブ＝デブルノフの家でようやく初演された（試演とも）。このときヴィオラ奏者を務めたのがアントニン・ドヴォルザークであった。公開初演はスルブ＝デブルノフ家での試演から3日後の、1879年3月29日にフェルディナント・ラハナーやアロイス・ネルーダ、ヤン・ペリカーン、ヨゼフ・クレハンの4名による演奏でプラハで行われた。初演を引き受けた4名は、スメタナが隠遁する前に指揮者として活動していた仮劇場のオーケストラの中心メンバーであった。また、この曲はフランツ・リストの眼前でも演奏されており、リストはこの作品に熱狂したという。
以下の4つの楽章から成り、上演時間は約30分。
1. Allegro vivo appassionato
2. Allegro moderato
3. Largo sostenuto
4. Vivace

「わが生涯より」という副題のもとにどのような標題が隠されていたのかは、作曲者自身の1879年7月21日の書簡から明らかになる。